# Эркюль Пуаро
Эркю́ль Пуаро́ (фр. Hercule Poirot) — литературный персонаж, созданный известной английской писательницей Агатой Кристи. Бельгиец по происхождению, частный детектив, он стал главным героем 33 романов, 54 рассказов и 1 пьесы, изданных между 1920 и 1975 годами. По произведениям об Эркюле Пуаро были сняты фильмы, телесериалы, видеоигры, а также созданы радио- и театральные постановки. 
Пуаро, наряду с мисс Марпл, является одним из двух самых известных героев произведений Агаты Кристи. В настоящее время серию продолжает английская писательница Софи Ханна, которая к 2019 году выпустила 3 детективных романа об Эркюле Пуаро.

## Внешний вид и личные качества

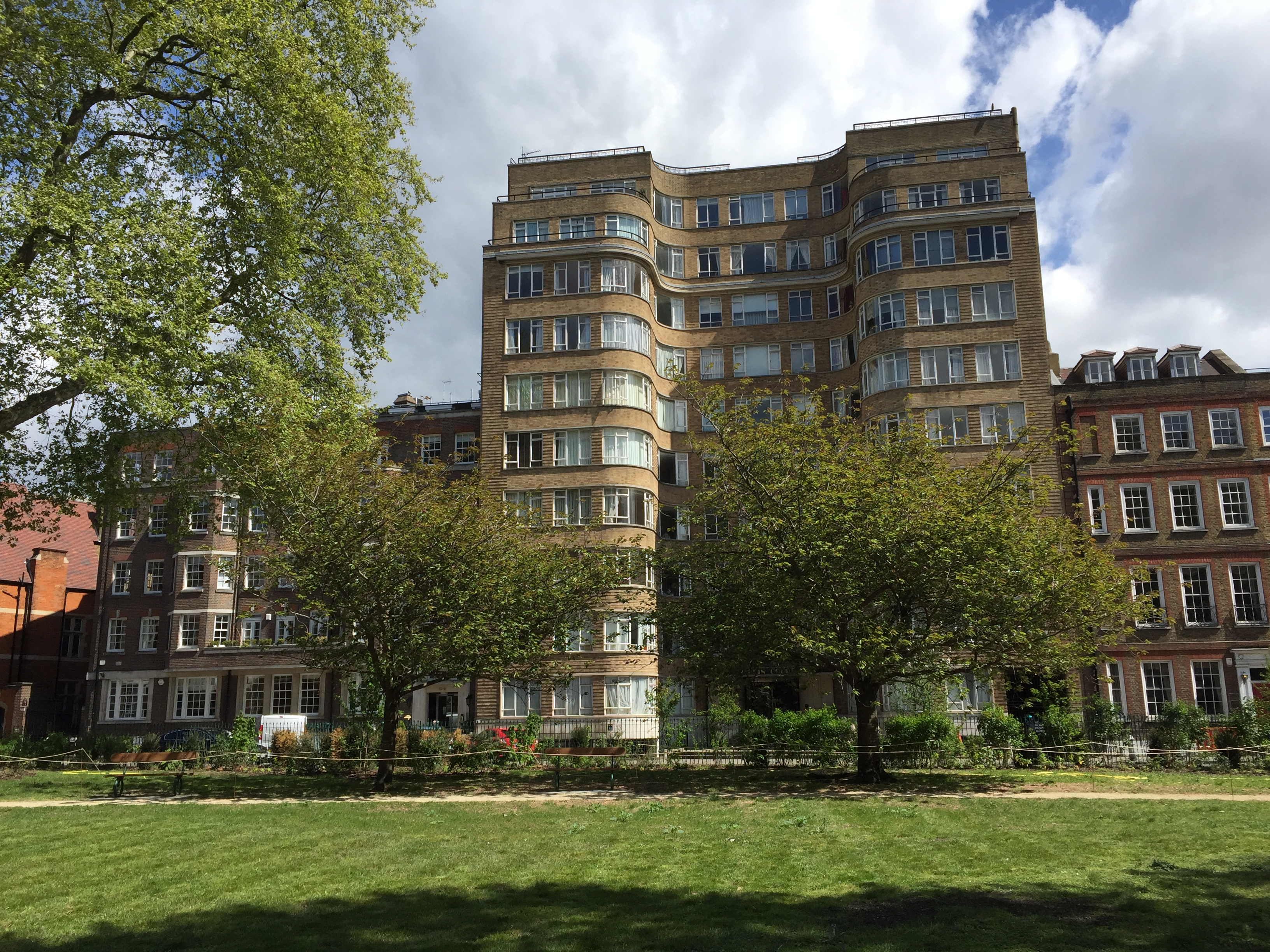
Дом Пуаро, Whitehaven Mansions

Эркюль Пуаро небольшого роста, с яйцевидной головой, черными волосами, которые с возрастом он начинает красить (некоторые экранные воплощения изображены лысеющими), «кошачьими глазами» зелёного цвета, строго ухоженными одеждой, обувью (лакированными кожаными туфлями ручной работы) и усами, являющимися предметом его гордости. 
Манера Пуаро одеваться с годами оказывается устаревшей: носит карманные часы, старомодное пенсне в золотой оправе, стоячий воротничок, утверждая, что «отложные воротнички — первый признак того, что с серыми клеточками не все в порядке»; также галстук-бабочку и изящную трость с набалдашником в виде лебедя. Пуаро не отказывается от собственного стиля, и одевается так, как ему удобно и комфортно, поскольку не считает нужным гнаться за временем и соответствовать моде.
Педантичность детектива часто доходит до поистине болезненного стремления окружить себя порядком, поэтому он содержит свое жилище в идеальной чистоте и порядке. Его одежда также всегда чиста, на ней нет ни единой пылинки. Именно эта маниакальная страсть к порядку (не только вокруг него, но и в «маленьких серых клеточках»), помогает ему в раскрытии преступлений. Пуаро очень педантичен даже в банковских делах. Он всегда придерживается строго определенного баланса в банковском счете — 444 фунта 4 шиллинга 4 пенса.
Пуаро не отличается скромностью (пусть и утверждает обратное) и открыто называет себя великим человеком (в сериале ITV с Дэвидом Суше в главной роли показано, что эта черта является для Пуаро своего рода маской, которой сыщик прикрывает свою уязвимость). Расследование он старается завершить драматическим финалом, иногда даже с театральными элементами. Именно поэтому он никогда не посвящает в свои выводы ни работающего  ним капитана Гастингса, ни инспектора Джеппа, а оставляет все подробности и разгадку очередной головоломки на «последний акт».
Раскрывая в процессе расследования семейные драмы и любовные тайны, даже некоторые незначительные преступления, он делает их достоянием общественности только при крайней необходимости.
Графиня Вера Русакова (англ. Countess Vera Rossakoff) — давняя любовь Пуаро (роман «Большая четвёрка»).
За всё время проживания в Англии Пуаро ни разу не интересовался женщинами. Он сам говорил, что женщины его слабость, но он не влюблялся ни в кого. Сыщик влюбился лишь однажды в Бельгии, когда был молодым и работал в полиции, в девушку по имени Вирджиния Меснар, но этот роман не был удачным (рассказ «Коробка шоколадных конфет»).
Пуаро хорошо владеет английским языком, но иногда говорит с сильным акцентом, забывая отдельные английские слова. Он объясняет это в романе «Трагедия в трёх актах»: когда он говорит с сильным акцентом, все начинают думать, что он простой иностранец, который даже не умеет говорить на английском, и не обращают на него внимания. Это помогает Пуаро оставаться незаметным и поймать убийцу, не спугнув его.

## Биография

Обложка сборника «Пуаро ведёт следствие» с иллюстрацией Уильяма Смитсона Бродхеда

Сам Пуаро в книге «Трагедия в трёх актах» рассказывает: «…в юности я был беден и имел много братьев и сестер… некоторое время работал в полиции в Бельгии… потом началась война, я был ранен… меня отправили в Англию на лечение, где я остался…»
Пуаро — бельгийский эмигрант, бывший полицейский. Это послужило объяснением в первой книге о нем (вообще первый роман писательницы) «Загадочное происшествие в Стайлзе», почему такой опытный детектив находится в сельской местности без работы, ведь Бельгия во время действия и написания романа (1916 год, опубликован в 1920 году) была оккупирована Германией во время Первой мировой войны. Агата Кристи писала в своей «Автобиографии», что в городе Торки, где она жила, было много бельгийских эмигрантов.
Есть много версий о том, почему сыщика зовут Эркюль (Hercule) (французская форма имени Геракл — Hercules): указывали на Эркюля Попо — образ писательницы Мари Беллок Лаундс, другие говорили об Эркюле Фламбо Гилберта Честертона; выдвигались версии происхождения фамилии Пуаро от «мсье Пуаре, отставного бельгийского полицейского, живущего в Лондоне» Фрэнка Эванса Хауэла. Пуаре — весьма распространенная французская фамилия, но Пуаро — нет. «Пуаро» по-французски созвучно луку-порею фр. poireau.
Предшественниками Пуаро в детективном жанре были Огюст Дюпен Эдгара По и Шерлок Холмс Артура Конан Дойля. Указывают на сходство Пуаро с инспектором Ано Альфреда Мейсона.
Некоторое время Пуаро работал как частный детектив и держал свое детективное агентство, где трудилась мисс Лемон. Последние дела Пуаро, в описании которых фигурирует детективное агентство, опубликованы в сборнике «Подвиги Геракла». В последующих произведениях детективное агентство не упоминается. Однако Пуаро все равно выступает именно как профессиональный частный детектив, а не как любитель.
Пуаро становится знаменитым на всю Англию, выполняя даже расследования государственной важности. Он раскрывает множество дел и почти никогда не ошибается. Единственное его поражение происходит в Бельгии в 1893 году и описывается Агатой Кристи в рассказе «Коробка шоколадных конфет», а также упоминается в романе «Загадка Эндхауза». Несколько раз Пуаро пытается «уйти со сцены», но преступления настигают его везде, где бы он ни появился.
Уже в первом романе Пуаро был человеком средних лет и прожил после того ещё десятилетия. Тем не менее, сама Агата Кристи ни разу ни в произведениях, ни в комментариях не высказывала никаких намеков на точный возраст или же дату рождения детектива. События романов Агаты Кристи происходят в то же время, в которое они были написаны, если другое специально не оговорено. Таким образом получилось, что Пуаро очень медленно стареет, формально прожив более ста лет.
Эркюль Пуаро, бельгийский детектив, снискавший международную славу, скончался в Англии в неизвестном возрасте.

Мистер Пуаро достиг известности в качестве частного сыщика после того, как в 1904 уволился из рядов бельгийской полиции. Его карьера, изложенная в романах дамы Агаты Кристи, является
одной из самых ярких в детективной литературе.
Дама Агата сообщила нам, что последним ментальным усилием он сумел спасти невиновного человека от грозившей ему опасности.

Можно сказать о нём словами Шекспира, автора, которого Пуаро так часто и неточно цитировал: «Ничто в его жизни не выразило его натуру так полно, как её окончание».
Ещё в 1930 году Агата Кристи назвала Пуаро «невыносимым», а в 1960 году — «мерзким, напыщенным, утомительным, эгоцентричным, малоподвижным» и «маленьким лицемером». Но читатели любили его, и Кристи не покидала персонажа, считая это своей обязанностью перед ними. Кроме того, писательница защищала образ Пуаро от вольных правок редакторов и осовременивания в сценических постановках, особенно после выхода трилогии фильмов 1931—1934 годов, где роль сыщика исполнил актёр Остин Тревор, представ в образе без усов — визитной карточки детектива.
Пуаро умирает в романе «Занавес. Последнее дело Пуаро», опубликованном в 1975 году, только за год до смерти самой Агаты Кристи. Действие последнего романа разворачивается в Стайлзе, там же, где началась его триумфальная карьера в Англии. Эркюль Пуаро стал единственным вымышленным персонажем, на которого был предоставлен некролог на первой полосе «Нью-Йорк Таймс»: «6 августа 1975 г. Умер Эркюль Пуаро, известный бельгийский детектив». Уже в первом романе Пуаро был человеком средних лет и прожил после того ещё десятилетия. Тем не менее, сама Агата Кристи ни разу ни в произведениях, ни в комментариях не высказывала никаких намеков на точный возраст или же дату рождения детектива. События романов Агаты Кристи происходят в то же время, в которое они были написаны, если другое специально не оговорено. Однако после недолгих подсчетов можно предположить, что Эркюль Пуаро родился приблизительно в середине или в конце 1860-х годов. Отсюда же можно сделать вывод, что на момент смерти ему было уже 110 лет.

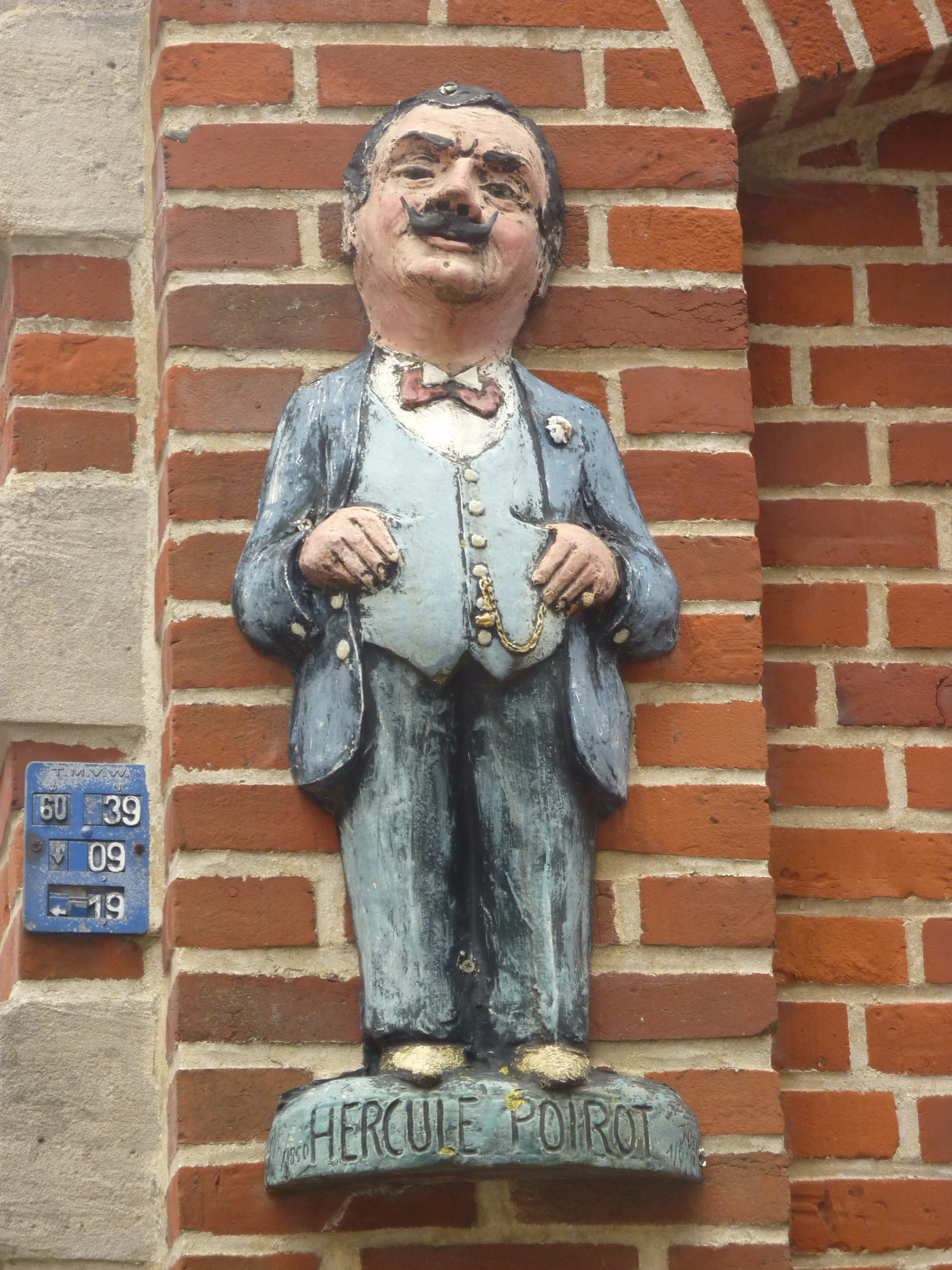
Памятник Эркюлю Пуаро в деревне Эльзель, Бельгия, жители которой считают свою деревню родиной персонажа (что не было подтверждено ни Кристи, ни кем-либо ещё)

На данное время права на персонажа принадлежат внуку писательницы Мэтью Притчарду.

## Метод
Имя Эркюль происходит от античного героя Геркулеса (Геракла), но если тот совершал свои подвиги благодаря невероятной физической силе, то Пуаро — с помощью «маленьких серых клеточек» мозга.
Метод Пуаро заключается в том, чтобы увязать все факты, какими бы незначительными они ни казались, в единую картину. Он способен запоминать мельчайшие детали показаний свидетелей. Кроме того, он весьма наблюдателен — от его глаз не скроется ни одна улика. Именно эти детали приводят его к правильному решению задачи.
Стремление к истине и отсутствие ригидности позволяет ему рыться в чужих вещах, читать чужие письма и подслушивать разговоры. Гастингс как типичный английский джентльмен всегда протестует против подобных методов. Пуаро также любитель психологических экспериментов. Такие опыты не раз позволяли ему вычислить убийцу. Пуаро говорит о роли детектива:
Эксперты собирают факты, а роль детектива — разгадать преступление методом логической дедукции, правильно восстановить цепь событий, увязав их с уликами. Но превыше всего — понять психологию преступника.
А в романе «Трагедия в трех актах» Пуаро говорит:
Воссоздать картину преступления — вот цель детектива. Для этого необходимо складывать известные вам факты так, будто вы строите карточный домик. Если какой-то факт не ложится в нужное место, — если карта не сохраняет равновесия, — надо начинать заново, или всё ваше построение рухнет.

## Спутники
Часто Пуаро сопровождает капитан Артур Гастингс (в восьми романах до 1940 года и в большинстве рассказов). Пуаро расследует многие преступления в одиночку, а иногда его сопровождают мисс Лемон, Ариадна Оливер или старший инспектор Джепп. В одном из романов спутником Пуаро становится доктор Шепард, который и оказывается убийцей («Убийство Роджера Экройда»). В романах «Карты на стол», «Смерть на Ниле» и некоторых других Пуаро ведет дело с другими героями Кристи. В романах «Трагедия в трех актах», «Часы» и «Свидание со смертью» Пуаро выступает не в главной роли, но именно он разгадывает загадку в конце.

### Капитан Артур Гастингс
В первой же книге Пуаро встречается с капитаном Артуром Гастингсом, с которым он познакомился еще в Бельгии, и они становятся лучшими друзьями. Присутствует Гастингс и в последней книге с участием Эркюля Пуаро «Занавес», где становится главным героем и раскрывает тайну сюжета уже после смерти великого сыщика.
Артур Гастингс — военный в отставке, галантный сентиментальный джентльмен, истинный представитель Англии своего времени; имеет развитое воображение. Считает, что «неплохо понимает женщин», однако зачастую обманывается в своих ожиданиях; практически в каждой книге встречает женщину, к которой испытывает чувство от симпатии и сочувствия до влюбленности и даже любви («Убийство на поле для гольфа»). Пуаро считает Гастингса не очень сообразительным, но полезным своей способностью «спотыкаться» о правду.
В конце «Безмолвного свидетеля» капитан приобретает терьера, названного Бобом. Он женится на молодой певице Далси Дювин («Убийство на поле для гольфа») и уезжает с ней в Аргентину, где у них рождаются два мальчика и две девочки. Иногда он приезжает в Англию по делам и навестить Пуаро. Его жена умирает перед действием «Занавеса», там же появляется его взрослая дочь Джудит.

### Ариадна Оливер
Ариадна Оливер сопровождает Пуаро почти во всех поздних романах Кристи. Она заменяет Гастингса и вместо него выполняет традиционный детективный прием: говорит что-нибудь, что случайно подсказывает Пуаро правильное решение загадки. Впервые встречается с Пуаро в романе «Карты на стол», а последняя книга, в которой присутствует миссис Оливер — «Слоны умеют помнить».
Детективная писательница Ариадна Оливер, написавшая более пятидесяти шести романов, являлась для Агаты Кристи самокарикатурой. Главный ее герой финн Свен Гьерсон уже порядочно надоел ей, но она продолжает писать о нем, угождая читателям и издателям. Пуаро никогда не интересовался ее творчеством. Известно, что она ненавидит алкоголь и публичные выступления, обожает яблоки, часто меняет прическу, головные уборы и одежду.

### Старший инспектор Джепп
Старший инспектор Скотланд-Ярда Джепп присутствует почти во всех ранних романах о Пуаро. Он обычно ничем не помогает сыщику, а только ведет официальное расследование. Впервые появляется в романе «Загадочное происшествие в Стайлзе». С Пуаро они познакомились ещё в Бельгии. В некоторых произведениях роль старшего инспектора ограничивается тем, что он арестовывает разоблаченного убийцу. Последний роман, в котором он появляется, — это «Раз, два, пряжка держится едва…»

### Мисс Лемон
Мисс Фелисити Лемон — секретарь Пуаро. Появляется далеко не во всех романах. Роль мисс Лемон незначительна. Пуаро, имея детективное агентство, должен иметь и секретаря. Иногда играет важную роль, помогая Пуаро не только в качестве секретаря, но и соучастника в расследованиях. Умная и талантливая особа. Отличается организованностью и умением содержать личную картотеку расследуемых дел Пуаро в строгом систематическом порядке.

## Вероятный прототип
В своих мемуарах А. Кристи писала, что когда она придумывала главного героя для нового детективного романа, то вспомнила о жителях Бельгии, бежавших в Торки от Первой мировой войны, но прямого указания на то, что у Пуаро был реальный прототип, она не даёт:

«Почему бы моему детективу не стать бельгийцем?» — подумала я. Среди беженцев можно было встретить кого угодно. Как насчёт бывшего полицейского офицера? В отставке. Не слишком молодого. Какую же я ошибку совершила тогда! В результате моему сыщику теперь перевалило за сто лет.
— Агата Кристи. Автобиография
В XXI веке отставной морской офицер Майкл Клэпп, исследуя историю собственной семьи, случайно нашел в записях своей бабушки информацию о жандарме из пригорода Льежа Эрсталя, который проживал в Торки на той же улице, что и писательница. По его имени и возрасту, а также имени и возрасту сына удалось установить, что беженца звали Жак Жозеф Амуар, родился он в 1858 году, а познакомился с молодой Кристи на благотворительном вечере 6 января 1915 года.

## Произведения

### Список произведений в хронологическом порядке
1. Коробка конфет / The Chocolate Box (рассказ) (Пуаро рассказывает Гастингсу про дело, которое он расследовал ещё будучи работником бельгийской полиции)
2. Загадочное происшествие в Стайлзе / The Mysterious Affair at Styles (роман)
3. Похищение премьер-министра / The Kidnapped Prime Minister (рассказ)
4. Наследство Лемезюрье / The Lemesurier Inheritance (рассказ)
5. Дело на Балу победы / The Affair at the Victory Ball (рассказ)
6. Исчезновение мистера Дэвенхейма / The Disappearance of Mr. Davenheim (рассказ) (1924)
7. Плимутский экспресс / The Plymouth Express (рассказ)
8. Загадка дешёвой квартиры / The Adventure of the Cheap Flat (рассказ)
9. Чертежи субмарины / The Submarine Plans (рассказ)
10. Исчезновение клэпемской кухарки / The Adventure of the Clapham Cook (рассказ)
11. Корнуолльская тайна / The Cornish Mystery (рассказ)
12. Трагедия в Марсдон-Мэнор / The Tragedy at Marsdon Manor (рассказ)
13. Убийство в Хантерс-Лодж (Тайна охотничьего дома) / The Mystery of Hunter’s Lodge (рассказ)
14. Месть фараона (Тайна египетской гробницы) / The Adventure of the Egyptian Tomb (рассказ) (1953)
15. Переполох в отеле «Гранд Метрополитен» (Похищение драгоценностей в «Гранд Метрополитен») / The Jewel Robbery at the Grand Metropolitan (рассказ)
16. Тайна Маркет-Бэйзинга / The Market Basing Mystery (рассказ)
17. Король треф / The King of Clubs (рассказ)
18. Тайна смерти итальянского графа (Убийство графа Фоскатини) / The Adventure of the Italian Nobleman (рассказ)
19. Двойная улика / The Double Clue (рассказ)
20. Приключение Джонни Уэйверли / The Adventure of Johnnie Waverly (рассказ)
21. Пропавшее завещание / The Case of the Missing Will (рассказ)
22. Затерянный прииск / The Lost Mine (рассказ)
23. Кража в миллион долларов / The Million Dollar Bond Robbery (рассказ)
24. Дама под вуалью / The Veiled Lady (рассказ)
25. Тайна «Звезды Запада» / The Adventure of «The Western Star» (рассказ) (1924)
26. Двойной грех / Double Sin (рассказ)
27. Тайна испанского сундука / The Mystery of the Spanish Chest [Название в более поздней публикации: Тайна багдадского сундука / The Mystery of the Baghdad Chest] (рассказ)
28. Убийство на поле для гольфа / The Murder on the Links (роман)
29. Приключение рождественского пудинга / The Adventure of the Christmas Pudding [Другое название: The Theft of the Royal Ruby] (рассказ)
30. Большая четвёрка / The Big Four (роман)
31. Убийство Роджера Экройда / The Murder of Roger Ackroyd (роман)
32. Тайна «Голубого поезда» / The Mystery of the Blue Train (роман)
33. Квартира на четвёртом этаже / The Third Floor Flat (рассказ)
34. Неудачник / The Under Dog (рассказ)
35. Осиное гнездо / Wasps' Nest (рассказ)
36. Загадка Эндхауза / Peril at End House (роман)
37. Смерть лорда Эджвера / Lord Edgware Dies [Другое название: Thirteen at Dinner] (роман)
38. Чёрный кофе / Black Coffee (пьеса, переработана в роман Чарльзом Осборном)
39. Убийство в Месопотамии / Murder in Mesopotamia (роман)
40. Убийство в «Восточном экспрессе» / Murder on the Orient Express [Другое название: Murder in the Calais Coach] (роман)
41. Трагедия в трёх актах / Three Act Tragedy [Другое название: Murder in Three Acts] (роман)
42. Смерть в облаках / Death in the Clouds [Другое название: Death in the Air] (роман)
43. Что в садике растёт у Мэри? / How Does Your Garden Grow? (рассказ)
44. Зеркало мертвеца / Dead Man’s Mirror [Другое название: Второй удар гонга / The Second Gong] (рассказ)
45. Убийства по алфавиту / The A.B.C. Murders [Другое название: Alphabet murders] (роман)
46. Безмолвный свидетель / Dumb Witness [Другое название: Poirot Loses a Client] (роман)
47. Морское расследование / Problem at Sea (рассказ)
48. Треугольник на Родосе / Triangle at Rhodes (рассказ)
49. Невероятная кража / The Incredible Theft (рассказ)
50. Убийство в проходном дворе / Murder in the Mews (рассказ)
51. Карты на стол / Cards on the Table (роман)
52. Смерть на Ниле / Death on the Nile (роман)
53. Встреча со смертью / Appointment with Death (роман)
54. Рождество Эркюля Пуаро / Hercule Poirot’s Christmas [Другие названия: Murder for Christmas, A Holiday for Murder] (роман)
55. Жёлтые ирисы / Yellow Iris (рассказ)
56. Сон / The Dream (рассказ)
57. «Немейский лев» / «The Nemean Lion» (рассказ)
58. «Лернейская гидра» / «The Lernaean Hydra» (рассказ)
59. «Керинейская лань» / «The Arcadian Deer» (рассказ)
60. «Эриманфский вепрь» / «The Erymanthian Boar» (рассказ)
61. «Авгиевы конюшни» / «The Augean Stables» (рассказ)
62. «Стимфалийские птицы» / «The Stymphalean Birds» (рассказ)
63. «Критский бык» / «The Cretan Bull» (рассказ)
64. «Кони Диомеда» / «The Horses of Diomedes» (рассказ)
65. «Пояс Ипполиты» / «The Girdle of Hyppolita» (рассказ)
66. «Стадо Гериона» / «The Flock of Geryon» (рассказ)
67. «Яблоки Гесперид» / «The Apples of Hesperides» (рассказ)
68. «Укрощение Цербера» / «The Capture of Cerberus» (рассказ)
69. Раз, два — пряжку застегни / One, Two, Buckle My Shoe [Другие названия: Overdose of Death, The Patriotic Murders] (роман)
70. Печальный кипарис / Sad Cypress (роман)
71. Зло под солнцем / Evil Under the Sun (роман)
72. Двадцать четыре чёрных дрозда / Four and Twenty Blackbirds (рассказ)
73. Пять поросят / Five Little Pigs [Другое название: Murder in Retrospect] (роман)
74. Лощина / The Hollow [Другое название: Murder after Hours] (роман)
75. Берег удачи / Taken at the Flood [Другое название: There Is a Tide] (роман)
76. Миссис Макгинти с жизнью рассталась / Mrs McGinty’s Dead [Другое название: Blood Will Tell] (роман)
77. После похорон / After the Funeral [Другое название: Funerals are Fatal] (роман)
78. Эркюль Пуаро и путаница в Гриншоре (повесть)
79. Глупость мертвеца / Dead Man’s Folly (роман на основе повести «Эркюль Пуаро и путаница в Гриншоре»)
80. Хикори Дикори Док / Hickory Dickory Dock [Другое название: Hickory Dickory Death] (роман)
81. Кошка среди голубей / Cat Among the Pigeons (роман)
82. Часы / The Clocks (роман)
83. Третья девушка / Third Girl (роман)
84. Вечеринка в Хэллоуин / Hallowe’en Party (роман)
85. Слоны могут помнить / Elephants Can Remember (роман)
86. Занавес / Curtain (роман)

Почти все вышеперечисленные рассказы вошли в сборники: «Пуаро ведёт следствие», «Убийство в проходном дворе», «Подвиги Геракла», «Приключение рождественского пудинга» и «Ранние дела Пуаро».
В произведениях, посвящённых Пуаро, Агата Кристи часто иронизирует над ксенофобией британцев, их высокомерно-пренебрежительным отношением к иностранцам. С подобным отношением к себе постоянно сталкивается и сам Эркюль Пуаро.
Обычно детективы, вышедшие из-под пера Агаты Кристи, немедленно отправлялись в печать, однако книга «Эркюль Пуаро и Путаница в Гриншоре» затерялась в пыльных архивах на целых 60 лет. Знаменитому сыщику Эркюлю Пуаро позвонила его давняя приятельница, писательница детективов Ариадна Оливер, с просьбой срочно приехать в Девоншир в усадьбу Гриншор-хаус. Оказывается, в доме намечен большой праздник, и ее пригласили организовать увлекательную игру «Охота за убийцей». Игроки, пользуясь неочевидными подсказками, должны обнаружить на территории усадьбы «труп», роль которого исполняет один из гостей, и изобличить «убийцу». Ариадна хотела, чтобы Пуаро помог ей с организацией, и великий бельгиец не смог отказать. Но когда игра уже подошла к своей кульминации и ее участники обнаружили «труп», выяснилось, что он… настоящий! Итак, игры кончились. На след убийцы встал сам Эркюль Пуаро…

### Книги Софи Ханны
В 2013 году стало известно, что компания Agatha Christie Limited, которой принадлежит большинство прав на произведения Кристи и права на Эркюля Пуаро как персонажа, предложила молодой американской писательнице Софи Ханне написать новый роман о Пуаро, и та согласилась. В настоящий момент[какой?] из-под пера Ханны вышло 3 детективных романа о Пуаро, в которых, как бы на замену капитану Гастингсу, был введен персонаж инспектор Скотленд-Ярда Эдвард Кэтчпул, от лица которого и ведется повествование. Все книги переведены и изданы на русском языке издательством Эксмо.
1. Эркюль Пуаро и Убийства под монограммой (англ. The Monogram Murders) (2014). Роман посвящён Агате Кристи.
2. Эркюль Пуаро и Шкатулка с секретом (англ. Closed casket). Роман посвящён «Мэтью и Джеймсу Причардам, и всей семье, с любовью».
3. Тайна трёх четвертей (англ. The Mystery of Three Quarters) (2018). Роман посвящён «Фейт Тиллерэй, которая потратила много сил, чтобы многому меня научить».

## Фильмы и телесериалы
- «Алиби» (1931)
- «Чёрный кофе» (1931)
- «Смерть лорда Эджвера» (1934)
- «Убийство в „Восточном экспрессе“» (1974)
- «Смерть на Ниле» (1978)
- «Зло под солнцем» (1982)
- «Тринадцать за обедом» (1985)
- «Загадка мертвеца» (1986)
- «Убийство в трёх актах» (1986)
- «Свидание со смертью» (1988)
- «Загадка Эндхауза» (СССР, 1989)
- «Таинственное происшествие в Стайлзе» (1990)
- «Пуаро Агаты Кристи» (1989—2014) — британский сериал, в главной роли Дэвид Суше. Всего снято 70 фильмов
- «Неудача Пуаро» — российский телесериал 2002 года, основанный на романе «Убийство Роджера Экройда». В роли Эркюля Пуаро — Константин Райкин
- «Убийство в „Восточном экспрессе“» (2017)
- «Убийства по алфавиту (телесериал, 2018)»
- «Смерть на Ниле» (2022)
- «Призраки в Венеции» (2023)

## Компьютерные игры
Сыщик является героем многих приключенческих игр, в том числе Agatha Christie: Evil Under the Sun (Агата Кристи. Зло под солнцем) (2007) и Agatha Christie: Murder on the Orient Express (Агата Кристи: Убийство в «Восточном экспрессе») (2006), основанной на одноимённом романе. В последней Эркюля озвучил Дэвид Суше, исполнитель этой роли в телесериале «Пуаро». Эркюль Пуаро не всегда является главным действующим лицом: например, в «Убийстве в "Восточном экспрессе"» 2023 года выпуска он — один из двух ключевых персонажей, а в «Убийстве в "Восточном экспрессе"» 2006 года выпуска — второстепенный, неигровой персонаж.

## Некоторые исполнители роли Пуаро

Остин Тревор в роли Пуаро в 1931 году

### Остин Тревор
Первый исполнитель роли Пуаро. Впервые появился в фильме «Алиби» (1931), снятом по мотивам романа «Убийство Роджера Экройда». Также снялся в фильмах «Чёрный кофе» и «Смерть лорда Эджвера». Образ Тревора не соответствует внешности литературного прототипа — у него вообще отсутствуют усы.

### Тони Рэндалл
На волне успеха фильмов о мисс Марпл в исполнении Маргарет Рутерфорд в 1965 году студией MGM была выпущена вольная осовремененная версия «Убийств по алфавиту», в целом придерживающаяся сюжета книги, однако адаптирован как комедийный криминальные боевик с альтернативной любовной линией. Роль Пуаро исполнил американский актер и комик Тони Рэндалл, придавший своему персонажу эксцентричное чувство юмора, занятия йогой и умение фехтовать. Роль Гастингса исполнил Роберт Морли (ранее снявшийся в роли Гектора Эндерби в фильме из серии о Мисс Марпл «После похорон»). Маргарет Рутерфорд вместе с мужем Стрингером Дэвисом снялись в камео в ролях энергичной мисс Марпл и ее друга мистера Стрингера, — они пересекают дорогу Пуаро и Гастингсу, рассуждая о тянущемся расследовании преступления, которое мисс Марпл считает слишком простым. Это редкий (если не уникальный) случай в истории экранизаций произведений Агаты Кристи, когда два ее наиболее известных героя-детектива все же встречаются в кадре — однако явно не рады такой встрече. Также в эпизодической роли дворецкого сэра Кармайкла Кларка Джадсона снялся прежний исполнитель роли Пуаро Остин Тревор. Фильм не получил большого успеха в прокате и был оценен критикой как странный. Леонард Малтин счел, что «чрезмерный фарс делает это скорее курьезом, чем что-либо еще». Журнал TCM назвал Пуаро Рэндалла «бездельником в стиле инспектора Клузо».

### Альберт Финни
Исполнил роль Пуаро в 1974 году в фильме «Убийство в "Восточном экспрессе"». Образ Пуаро в исполнении Финни более гротескный и тяжеловесный (из-за особенностей грима), вместе с тем ярко передает темперамент, опытность, острый ум и изобретательность сыщика. Фильм, как и Альберт Финни, номинировался на «Оскар», но актер так и не был награжден.

### Питер Устинов

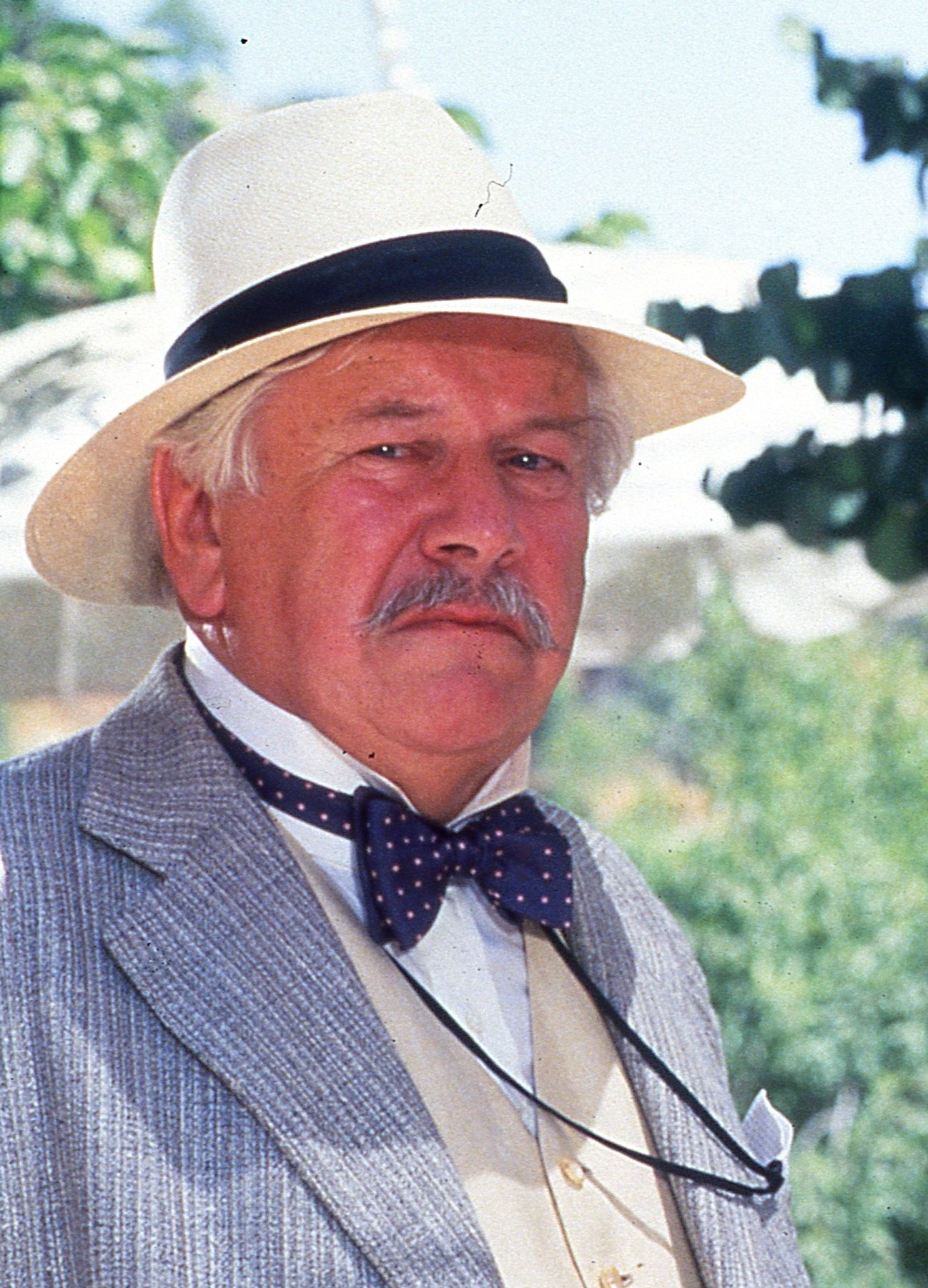
Питер Устинов в роли Пуаро в фильме 1988 года «Свидание со смертью»

Питер Устинов снялся в 6 фильмах (1978—1988) о сыщике: «Смерть на Ниле», «Зло под солнцем», современные «Тринадцать за обедом» (фильм примечателен тем, что, как и в «Убийствах по алфавиту» (1965), в нем встречаются на экране в совместных сценах два актера, в разные годы исполнявшие роль Пуаро), «Загадка мертвеца», «Убийство в трех актах» и вновь перемещённый во времени действия в 1930-е годы «Свидание со смертью». Несмотря на отличную игру, Устинов не похож на литературного Пуаро. Он первый блондин среди исполнителей роли, также у него заметно тучное телосложение, вальяжные манеры и лениво-добродушный нрав, что не вяжется с образом сыщика, который находится все время в движении. У него также есть знаменитые усы, но здесь они не особо отличаются от обычных. Дочь Кристи Розалинда Хикс, увидев Устинова во время репетиции, сказала: «Это не Пуаро! Он совсем не такой! Кто угодно, но это не он». Устинов подслушал и заметил: «Теперь такой!».

### Дэвид Суше

Дэвид Суше в роли Пуаро

Дэвид Суше исполнял эту роль в течение двух с половиной десятилетий в телесериале «Пуаро Агаты Кристи». Снялся в 70 фильмах по мотивам рассказов и романов. Сериал удостоился 4 премий BAFTA и 5 номинаций на нее же, а также композитор Кристофер Ганнинг был номинирован на премию Ivor Novello за музыку к сериалу и фильмам. Дэвид Суше три года подряд (с 1989 по 1992) номинировался на премию BAFTA за роль Пуаро, но так ни разу ее не получил. Зато BAFTA однажды досталась Хью Фрейзеру за роль Артура Гастингса. Суше стал единственным актером, кто показал жизнь Пуаро вплоть до ее конца. В 2014 году авторы журнала Entertainment Weekly назвали его лучшим Пуаро.
Прежде, чем начать играть Пуаро, Суше исполнил роль инспектора Джеппа в одном из фильмов Питера Устинова. Сам он считает эту работу худшей в своей карьере.

### Кеннет Брана
Исполнил роль Пуаро в трилогии фильмов собственной режиссуры: «Убийство в "Восточном экспрессе"» (2017), «Смерть на Ниле» (2022) и «Призраки в Венеции» (2023, по роману «Вечеринка в Хэллоуин»).

### Другие
- Анатолий Равикович (1989) — в фильме «Загадка Эндхауза».
- Альфред Молина (2001) — в фильме «Убийство в "Восточном экспрессе"».
- Константин Райкин (2002) — в фильме «Неудача Пуаро».
- Джон Малкович (2018) — в трёхсерийном телефильме «Убийства по алфавиту».